# Matinas de Pentecostes
Matinas de Pentecostes ou Matinas do Espírito Santo é uma cerimônia da liturgia católica, mais especificamente as matinas das horas canônicas (ou ofícios divinos), celebrada no dia de Pentecostes. As Matinas de Pentecostes possuem Invitatório (Alleluia, Spiritus Domini), Hino (Jam Christus astra ascenderat) e apenas dois Responsórios (I - Cum complerentur dies Pentecostes; II - Repleti sunt omnes Spiritu Sancto), diferentemente das matinas santorais e das matinas de outras festas do tempo litúrgico, que possuem nove Responsórios.

## Composições musicais
Na Idade Média as Matinas de Pentecostes eram cantadas em canto gregoriano, mas a partir do século XVI passaram a ser musicadas também em polifonia, por autores como Nicolas Gombert, Nicolle des Celliers de Hesdin, Hans Leo Hassler, William Byrd e outros. No Brasil existem composições para essa cerimônia por André da Silva Gomes (1752-1844), Francisco Manuel da Silva (1795-1865) e João de Deus de Castro Lobo (1794-1832).

## Texto latino
| Invitatório | |
| Alleluia, Spiritus Domini replevit orbem terrarum: Venite adoremus, alleluia.                                                    | Aleluia, O Espírito do Senhor encheu toda a terra: Vinde, adoremos, aleluia.                                                                    |
| Hino | |
| 1. Jam Christus astra ascenderat, Reversus unde venerat, Patris fruendum munere Sanctum daturus Spiritum.                        | 1. Cristo já subiu ao céu, tornando ao lugar de onde veio, e dará o Espírito Santo, que deve ser fruído, como dádiva do Pai.                    |
| 2. Solemnis urgebat dies, Quo mystico septemplici Orbis volutus septies Signat beata tempora.                                    | 2. Aproximam-se os dias solenes nos quais o número místico sete vezes sete assinala, pelo curso circular, a chegada dos tempos bem-aventurados. |
| 3. Cum lucis hora tertia Repente mundus intonat, Apostolis orantibus Deum venire nuntiat.                                        | 3. Com a luz da hora terceira o mundo trovejou de repente anunciando aos apóstolos que oravam que Deus estaria sobre eles.                      |
| 4. De patris ergo lumine Decorus ignis almus est, Qui fida Christi pectore Calore Verbi compleat.                                | 4. Do Pai, pois, à luz do fogo criador, o qual enche o peito dos fiéis em Cristo com o calor da palavra.                                        |
| 5. Impleta gaudent viscera, Afflata Sancto Spiritu, Vocesque diversas sonant, Fantur Dei magnalia.                               | 5. Tocados pelo Espírito Santo e repletos de alegria em seu íntimo os apóstolos falavam diversas línguas revelando as maravilhas de Deus.       |
| 6. Notique cunctis gentibus, Græcis, Latinis, Barbaris, Simulque demirantibus, Linguis loquuntur omnium.                         | 6. Compreendidos por todas as nações Gregos, Latinos, Bárbaros, juntamente, admiravam-se, pois falavam todas as línguas.                        |
| 7. Deo Patri sit gloria, Et Filio, qui a mortuis Surrexit, ac Paraclito. In sæculorum sæcula. Amen.                              | 7. Gloria seja dada a Deus Pai, e ao Filho, que dos mortos ressurgiu, como Paráclito. Pelos séculos dos séculos. Amém.                          |
| Responsório I | |
| R. Cum complerentur dies Pentecostes, erant omnes pariter in eodem loco, alleluia: et subito factus est sonus de cælo, alleluia. | R. Chegado o dia do Pentecostes, estavam todos reunidos no mesmo lugar, aleluia: repentinamente veio do céu um ruído, aleluia.                  |
| * Tamquam spiritus vehementis, et replevit totam domum, alleluia, alleluia.                                                      | * Como se soprasse um vento impetuoso, e encheu toda a casa onde estavam sentados, aleluia, aleluia.                                            |
| V. Dum ergo essent in unum discipuli congregati propter metum Judæorum, sonus repente de cælo venit super eos.                   | V. Enquanto isso, com os judeus ao lado e com os discípulos reunidos, um ruído do céu veio sobre eles.                                          |
| * Tamquam... | * Como se soprasse... |
| Responsório II | |
| R. Repleti sunt omnes Spiritu Sancto, et cœperunt loqui, prout Spiritus Sanctus dabat eloqui illis:                              | R. Estavam todos repletos do Espírito Santo, e começaram a falar em outras línguas, conforme o Espírito Santo lhes concedia que falassem.       |
| * Et convenit multitudo dicentium, alleluia.                                                                                     | * E juntamente com a multidão diziam, aleluia.                                                                                                  |
| V. Loquebantur variis linguis Apostoli magnalia Dei.                                                                             | V. Falando várias línguas, os apóstolos narravam as maravilhas de Deus.                                                                         |
| * Et convenit... | * E juntamente... |
| Gloria Patri, et Filio, et Spiritui Sancto.                                                                                      | Glória ao Pai, ao Filho e ao Espírito Santo. |
| * Et convenit... | * E juntamente... |

## Composições internacionais para as Matinas de Pentecostes
- «BYRD, William. Matinas de Pentecostes (CPDL)»
- «GOMBERT, Nicolas. Matinas de Pentecostes (CPDL)»
- «HESDIN, Nicolle des Celliers de Hesdin. Matinas de Pentecostes (CPDL)»
- «HIGILL, Robert. Matinas de Pentecostes (CPDL)»
- «KELECOM, Joachim. Matinas de Pentecostes (CPDL)»
- «VIERENDEELS, André. Matinas de Pentecostes (CPDL)»
- «VILLARD, Scott. Matinas de Pentecostes (CPDL)»

## Composições no Brasil para as Matinas de Pentecostes
- «LOBO, João de Deus de Castro. Matinas do Espírito Santo. AMB-01 (partitura - IMSLP)»
- «LOBO, João de Deus de Castro. Matinas do Espírito Santo. AMB-01 (áudio - Archive.org)»